# Pepe Sánchez (historieta)
Pepe Sánchez es una clásica historieta argentina. El primer episodio de las andanzas del afamado espía creado por el guionista Robin Wood y el dibujante Carlos Vogt fue publicado en El Tony Supercolor n.º 1, en diciembre de 1975. Sin embargo, hay que remontarse cinco o seis años atrás para conocer su verdadero origen, el cual comenzó con una historieta unitaria de los mismos autores, pero autoconclusiva, titulada España y Pepe Sánchez, protagonizada por un Pepe Sánchez morocho pero -salvo ese detalle- idéntico en todo lo demás al conocido personaje.

## La Historia

### Caracterización
Pepe Sánchez es un milagro argentino: típico muchacho de barrio, familiero, gran amigo, amante del tango, las mujeres y el mate, es el integrante más fiel de la hinchada de Chacarita Juniors (no falta a uno solo de sus partidos). Como no tenía mucho colegio, vivía de "changas" (pequeños trabajos temporarios); justamente, "laburaba" (trabajaba, en el argot argentino) como encargado de una playa de estacionamiento, cuando fue reclutado por la UNOM, luego conocida como CES (Centro de Espías Sofisticados, aunque en alguna historieta aparece como Centro de Espías Superespeciales), que es una desorganizada organización reconocidamente secreta que se dedica -no con mucho éxito- a proteger a la Humanidad.

### Ocupación
Pepe vino a ser algo así como el primer agente en la región del Río de la Plata: la necesidad tiene cara de hereje. En su primera misión Operación Retrueno, Sánchez colaboró con el afamado James Pont, a quien supo sorprender por una habilidad innata: la improvisación. El haber logrado la hazaña de rescatar -él solito, prácticamente- diez bombas atómicas, le comenzó a granjear una fama envidiable. En poco tiempo, fue elegido "Espía del Año" en el Congreso Anual de Espías. Se enfrentó con inexplicable éxito a Spectrum y a Kosmos (las organizaciones mundiales del delito), a CAOS (Círculo de Asesinos, Oportunistas y Saboteadores), a la Maffia, a la Unión Corsa, a Asociated Chumbo's, a Afanum Aerian y a Asesine-Con-Una-Sonrisa-Incorporated. 
Vio crecer a su subsede regional, se familiarizó rápidamente con su oficio y conoció el mundo entero. Cada misión le deparó un nuevo amigo y, mínimo, dos o tres mujeres. Ganó gritos de sus jefes debido a su proverbial irresponsabilidad y negligencia, pero de ellos mismos recogió aplausos por su incomprensible efectividad.
Tal vez la única persona capaz de sacarlo de sus casillas sea su ayudante ocasional, John Philips Gutiérrez, el agente 0017, miope, daltónico, eterno estudiante de un inglés que no alcanza a dominar... y casi tan torpe como Cero Cero Sánchez. El 00 es la nota que sacó en el examen de ingreso a la organización de espías.

### Su familia
Su creciente popularidad, empero, no lo separaron ni del barrio -siempre vivió en la misma ruinosa pensión-, ni de la familia, a la que siempre tiene presente: su padre carpintero (tal vez difunto); su madre Chiara Monodónogo de Sánchez; sus hermanos Pipa, el Cholo, el Beto, el Rúben, la Chuchi y el Caracú; su despiertísimo sobrino y compañero de aventuras, Tito; y sus infinitos tíos: Don Fulgencio (que cultiva cardos en Paso de los Libres), Don Jacinto (que hace gomeras que cargan bodoques secados al sol), Don Remigio (ex jubilado y actual Capo Maffia), Doña Clotilde (quién más lo mima), Don Laureano (peón de la estancia "El Cimarrón" y reputado cuentero), etc.
Terminada la Guerra Fría, a Sánchez le quedó chico el planeta Tierra, así que lo enviaron al Espacio -probablemente debido a los numerosos encuentros que Pepe tuvo en el pasado con extraterrestres a los que, invariablemente, terminó haciendo adictos al mate y a otros humanos y criollísimos vicios-. 
Y por ahí anda, todavía, Pepe Sánchez, escudado tras su tradicional aspecto de idiota, salvando al mundo como al descuido y enfrentándose a tipos malos y a situaciones adversas y saliendo siempre victorioso, riéndose de tipos como su amigo Tino Espinoza, que tienen que cargar con una pareja estable y un perro demasiado más listo que su amo (léase Mi Novia y Yo), y tomándose las cosas en broma: después de todo, la vida es una historieta.

## Pepe & Nippur
En el segundo episodio De Rusia con amor...tadela, hace un breve cameo Nippur de Lagash. Robin Wood, con un simpático guiño al lector, muestra a su más famoso personaje en la serie recién estrenada. Para la ocasión, el Errante se ha unido a la sociedad mundial del delito porque, como explica un agente "Es nuestro último recluta. Dice que se cansó de ser bueno".